# Liaka Kusulaka
Liaka Kusulaka (Griechisch: Λιακο Κοζουλο, Liako Kozoulo, auf seinen Münzen, Pali: Liaka Kusulaka oder Liako Kusuluko) war ein indo-skythischer Satrap von Chukhsa (antike Region im heutigen Pakistan bei Taxila) um die Zeitenwende. 

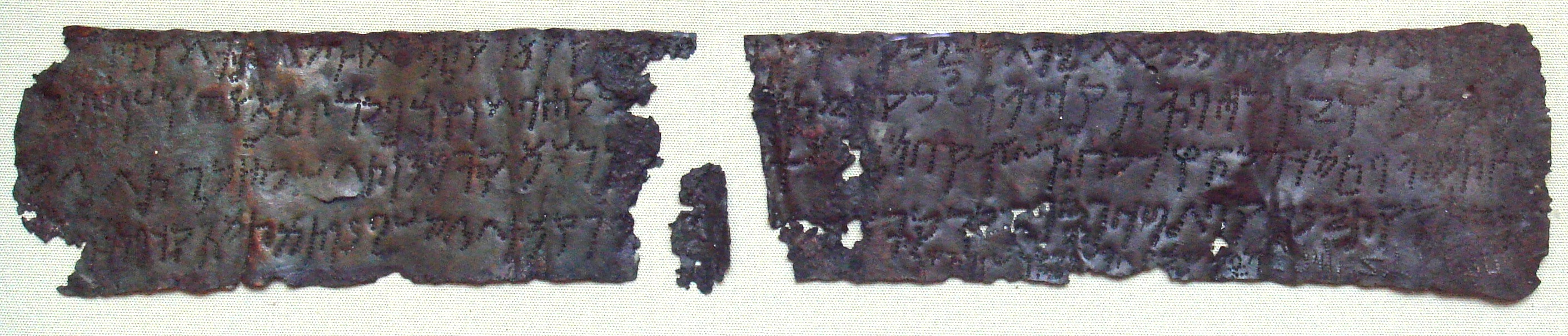
Liaka Kusulaka wird auf der Kupfertafel von Taxila im British Museum erwähnt.

Er wird auf einer beschrifteten Kupfertafel aus Taxila genannt und erscheint dort als Vater des Patika Kusulaka, der auch Satrap war. Die Kupfertafel datiert in das 78. Jahr der Ära des Maues. Liaka Kusulaka prägte auch eigene Münzen, die teilweise die des baktrischen Königs Eukratides I. kopieren. Sie zeigen einen Herrscher mit Helm und die Helme der Dioskuren auf der anderen Seite.